# Сильченко, Валерий Васильевич
Вале́рий Васи́льевич Си́льченко (род. 16 июня 1946) — российский политик, народный депутат РФ (1990—1993).
Окончил Брянский строительный техникум. Работал машинистом локомотивного депо станции Унеча Московской железной дороги (Брянская область). На выборах 1990 года был избран по территориальному округу 295 (Брянская область). Входил в депутатское объединение «Рабочий союз России».